# Kalka kopiująca

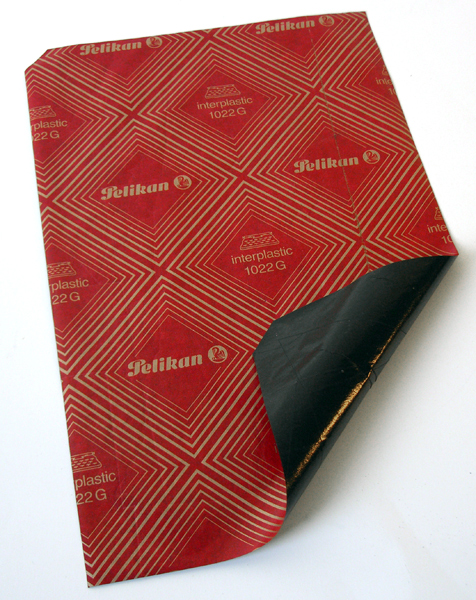
Arkusz kalki, strona barwiona od spodu

Kalka kopiująca (pot. po prostu: kalka) – papier powleczony z jednej strony tuszem lub pigmentem zmieszanymi z woskiem, służący do jednoczesnego sporządzania wielu kopii tekstu podczas jego pisania (odręcznie lub na maszynie do pisania).
Kalkę umieszcza się między arkuszem oryginalnym (górnym) a kopią (dolną), stroną zabarwioną do dołu. Nacisk piszącego narzędzia powoduje trwałe osadzanie się atramentu z kalki na kopii dokumentu – dlatego do kopiowania przez kalkę nadają się tylko takie instrumenty, które mocno naciskają na papier w czasie pisania, np. długopis, ołówek, maszyna do pisania, drukarka igłowa, a nie nadają się np. pióra, flamastry, pędzle, drukarki atramentowe, laserowe itp.
Linie pisma lub czcionki z maszyny do pisania zostawiają na kalce jasne ślady, umożliwiając łatwy odczyt treści kopiowanego dokumentu. Z tego względu zużyta kalka może służyć jako materiał dowodowy (np. w kryminalistyce, do analizy grafologicznej itp.). Procedury ochrony informacji niejawnych wymagają niszczenia kalek użytych do kopiowania tajnych dokumentów.
Pojedynczym arkuszem kalki można posłużyć się wielokrotnie, z tym że wyrazistość kopiowanego tekstu pogarsza się z każdym kolejnym użyciem (szczególnie szybko zużywa się na maszynie do pisania, wybijającej mocnymi uderzeniami ślady o dużej powierzchni).

## Historia
Data wymyślenia kalki kopiującej nie jest znana. Za jej wynalazcę uważa się Anglika Ralpha Wedgewooda, który w 1806 roku opatentował urządzenie do pisania dla niewidomych używające „papieru węglowego” (ang. carbonated paper). Wiadomo jednakże, że Włoch Pellegrino Turri, konstruktor pierwszej maszyny do pisania, również używał w swojej konstrukcji takiego papieru, na pewno przed rokiem 1808.
Początkowo kalka była po prostu nasączonym atramentem arkuszem papieru, a co za tym idzie zostawiała ślad na obu stronach, między którymi była umieszczona. Ponieważ górny arkusz był wtedy lustrzaną odbitką tekstu, stosowano bardzo cienkie kartki, tak by atrament z kalki przebijał na wierzch i mógł być czytany od właściwej strony.
Przez następne 60 lat kalka pozostawała produktem mało znanym – po pierwsze dlatego, że maszyny do pisania były ciągle rzadkością, po drugie używane wówczas powszechnie pióra nie pozwalały na uzyskiwanie wyraźnych kopii (zbyt mały nacisk).
W 1871 roku Lebbeus H. Rogers przypadkowo zauważył kalkę w biurze Associated Press i od razu spostrzegł
jej przydatność w sporządzaniu kopii dokumentów. Wkrótce potem założył w Nowym Jorku firmę, opracował technologię masowej produkcji kalki (do tej pory była ona wykonywana ręcznie). Wytwarzana przez niego kalka była już tylko jednostronna. On też, jako pierwszy, użył wosku zamiast nafty do wiązania atramentu z papierowym podłożem kalki.
Od tamtej pory kalka kopiująca była przez ponad 100 lat podstawowym artykułem w każdym biurze. Dopiero wynalezienie i upowszechnienie się kserokopiarki (w latach 70. XX wieku w Stanach Zjednoczonych, w latach 90. XX wieku w Polsce) spowodowało spadek zużycia kalki. Dodatkowo zapotrzebowanie na kalkę zmniejszyło się dzięki wynalezieniu papieru samokopiującego.
W dobie powszechnej komputeryzacji kalka wyszła niemal całkowicie z użycia, chociaż wciąż jeszcze jest produkowana.

## Rodzaje kalki
- ołówkowa – czuła na nacisk, do kopiowania przy użyciu ołówka kopiowego
- maszynowa – do użycia w maszynach do pisania
- hektograficzna – używana w powielaczach spirytusowych, hektografach, a obecnie do zmywalnych tatuaży
- ceramiczna – dekal, do nanoszenia obrazów na powierzchnię przedmiotu ceramicznego.

## Inne zastosowania
Kalka wciąż znajduje zastosowanie w stomatologii i protetyce. Po założeniu wypełnienia
na ząb stomatolog kładzie na niego kawałek kalki i prosi pacjenta o zaciśnięcie zębów. Kalka zostawia wtedy
ślad na wystających kawałkach plomby, ukazując tym samym fragmenty, które trzeba zeszlifować.
Potencjalnie kalka wciąż znajduje więc zastosowanie wszędzie tam, gdzie trzeba precyzyjnie wyznaczyć na modelu przestrzennym punkty styku nieregularnych powierzchni.